# Mária Schwarcz
Mária Schwarcz (Budapest, 14 settembre 1963) è un'ex cestista ungherese.

## Carriera
Con l'Ungheria ha disputato i Campionati del mondo del 1986.